# Kaufhaus Ahrens
Kaufhaus Ahrens is een zelfstandig warenhuis in Marburg, Duitsland. Het familiebedrijf is in 1949 door Hermann en Marianne opgericht als Textilhaus Ahrens en telkens uitgebreid.

## Geschiedenis
In 1949 werd de eerste winkel, destijds nog Textilhaus Ahrens, geopend Am Plan in Marburg met een oppervlakte van 50m². Wegens succes werd de winkel in de jaren daarna steeds verder uitgebreid. Dit leidde in 1960 tot het eerste warenhuis in Marburg, Kaufhaus Ahrens, in de Gutenbergstrasse op een oppervlakte van 1.200m².
In 1965 werd een nieuwbouwpand in gebruik genomen aan de Universitätsstrasse met een oppervlakte van 4.200m². In de jaren 1973/1974 vond er een uitbreiding plaats waarbij de oppervlakte toenam tot 8.000m². Daarnaast werd er vlakbij op de hoek met de Gutenbergstrasse een woonwinkel geopend met een oppervlakte van 4.000m² met een tweelaagse parkeergarage voor 350 auto's.  
In 1975 werd tegenover Ahrens een filiaal geopend van warenhuis Horten dat echter in 1984 werd gesloten vanwege tegenvallende resultaten. 
In 1991 wordt het warenhuis uitgebreid tot een oppervlakte van 12.000m² en een jaar later wordt een parkeergarage gebouwd met 230 parkeerplaatsen. 
Lange tijd had het warenhuis een samenwerking met Karstadt, waarbij een groot deel van het assortiment van Karstadt werd verkocht. De surseance van Karstadt had slechts een beperkte invloed op Ahrens, waarbij er alternatieven voor inkoop, voorraadbeheer en promotie achter de hand werden gehouden, voor het geval het tot een faillissement zou komen.
Eind 2010 maakte Peter Ahrens bekend het warenhuis uit te willen breiden van 12.000m² naar 13.000m². Grote oppervlakten werden verhuurd aan partners, waaronder aan de supermarktketen Rewe, schoenhandel Görtz en boekhandelsketen Thalia.
Plaatselijke politici van Die Linke vreesden dat hiermee de verandering van warenhuis in winkelcentrum werd ingezet.
In 2015 werd de eigen parfumerieafdeling opgegeven en werd Parfumerie Douglas als partner binnengehaald.